# Schmelzbergstrasse
Die Schmelzbergstrasse ist eine Quartierstrasse in der Stadt Zürich. Sie folgt fast über die ganze Länge der Grenze zwischen den Quartieren Fluntern und Oberstrass. Ein Teil der Strasse ist als Treppe für Fussgänger angelegt.

## Namen
Der Name Schmelzbergstrasse hat nichts mit schmelzen zu tun, sondern geht auf einen früheren Landbesitzer zurück. Der Flurname für das Gebiet ist von 1225 überliefert und hiess damals Snellisperch, was als der Berg von einem Besitzer mit dem Namen Schnell oder Snell gedeutet wird. Das Gebiet entlang der Schmelzbergstrasse diente bis mindestens zu Beginn des 20. Jahrhunderts als Rebberg.

## Verlauf
Die Schmelzbergstrasse verläuft in der Falllinie den Zürichberg hoch. Sie beginnt bei der Rämistrasse gegenüber der ETH Zürich. Der untere Teil mündet in die Frauenklinikstrasse, während die Schmelzbergstrasse als Treppe fortgesetzt wird. Höhe Bolleystrasse endet die Treppe. Ab der Huttenstrasse ist die Schmelzbergstrasse wieder für den Motorfahrzeugverkehr freigegeben. Die Quartierstrasse endet an der Gladbachstrasse.
Die Schmelzbergstrasse liegt im Quartier Fluntern, ebenso die rechts an der Strasse liegenden Gebäude mit geraden Hausnummern. Die Gebäude auf der linken Seite gehören zum Quartier Oberstrass. Nur im obersten Teil der Strasse zwischen Hochstrasse und Gladbachstrasse gehören auch die Gebäude auf der linken Seite zum Quartier Fluntern.

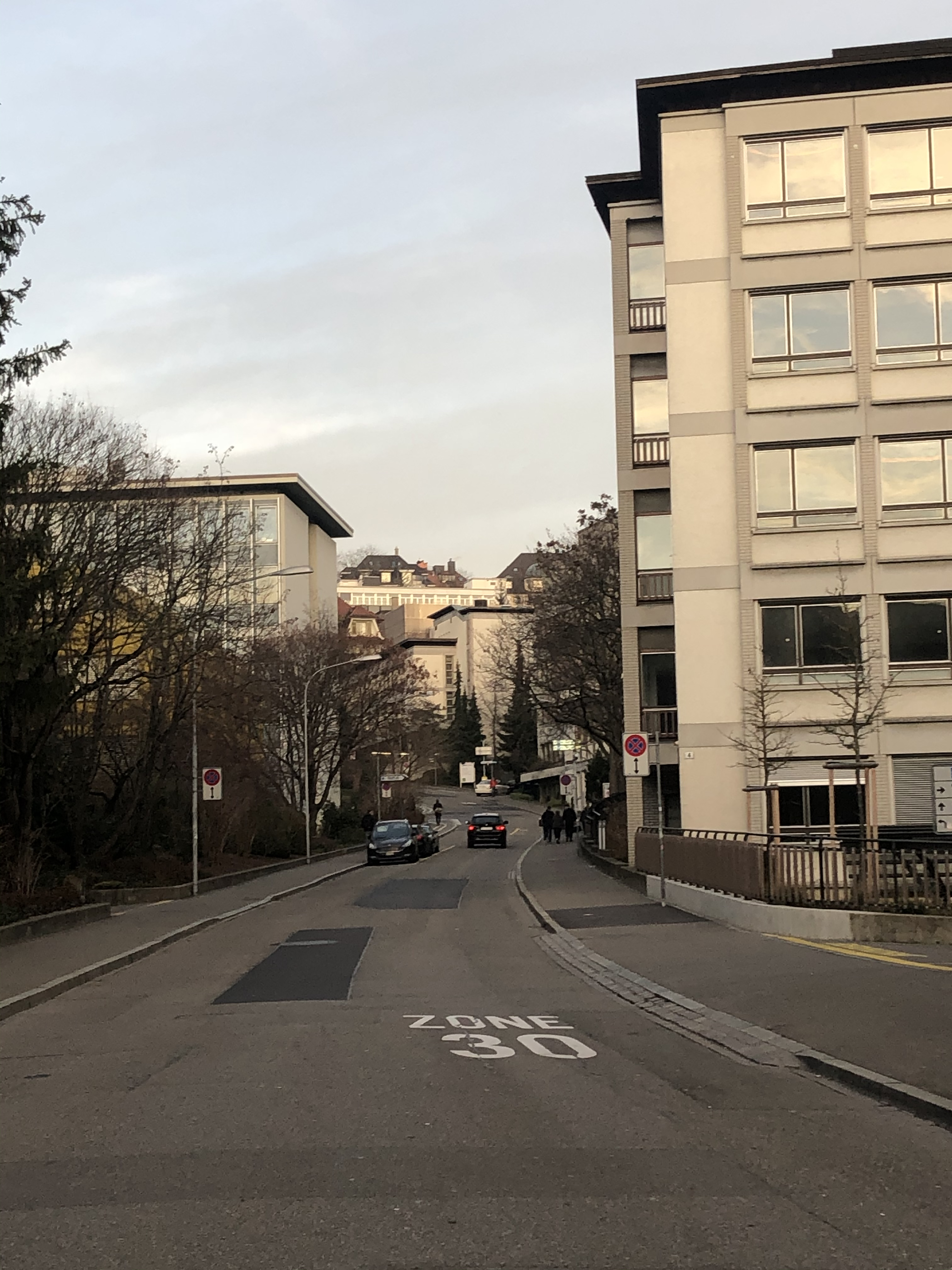
Beginn
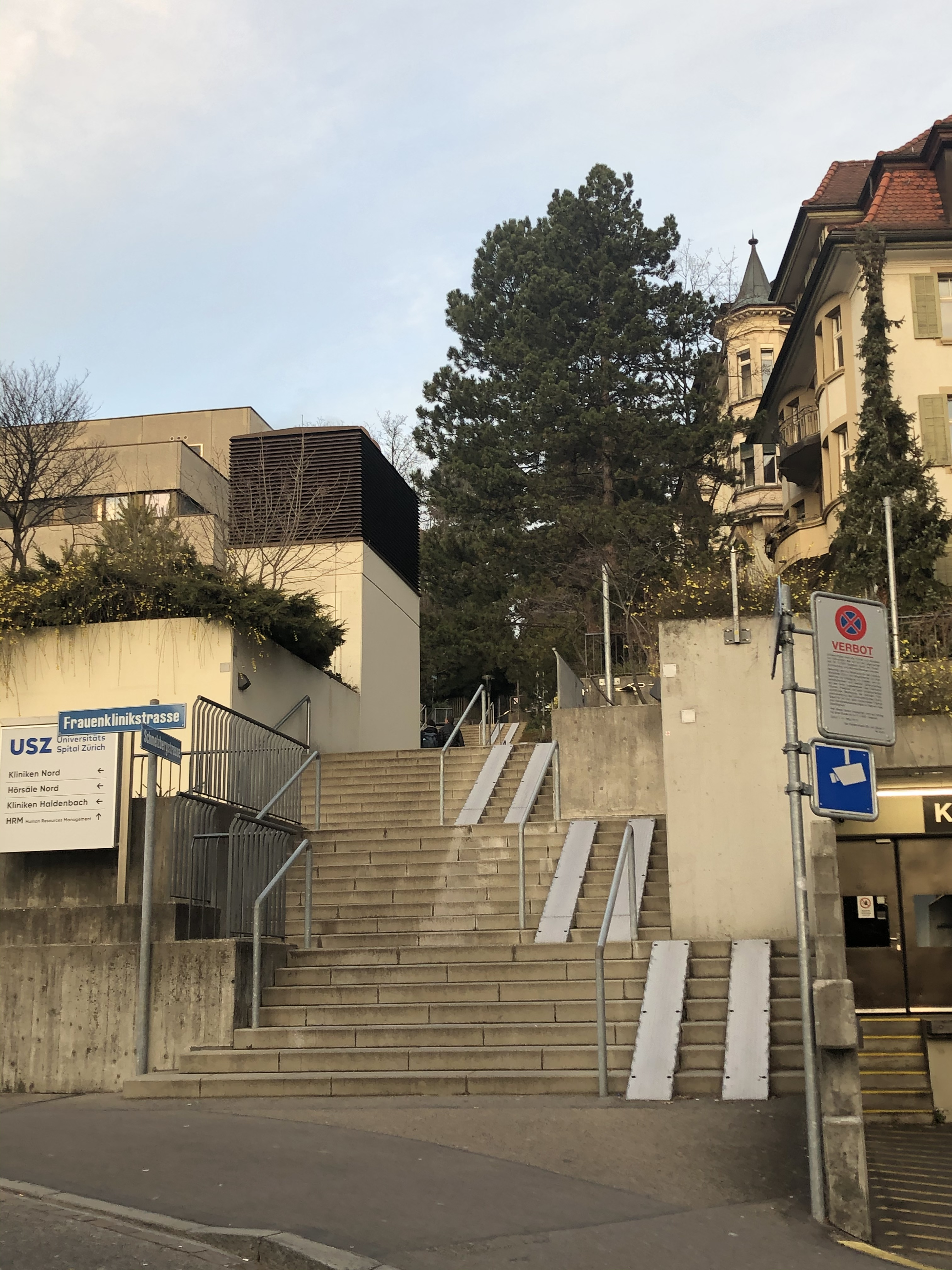
Treppen
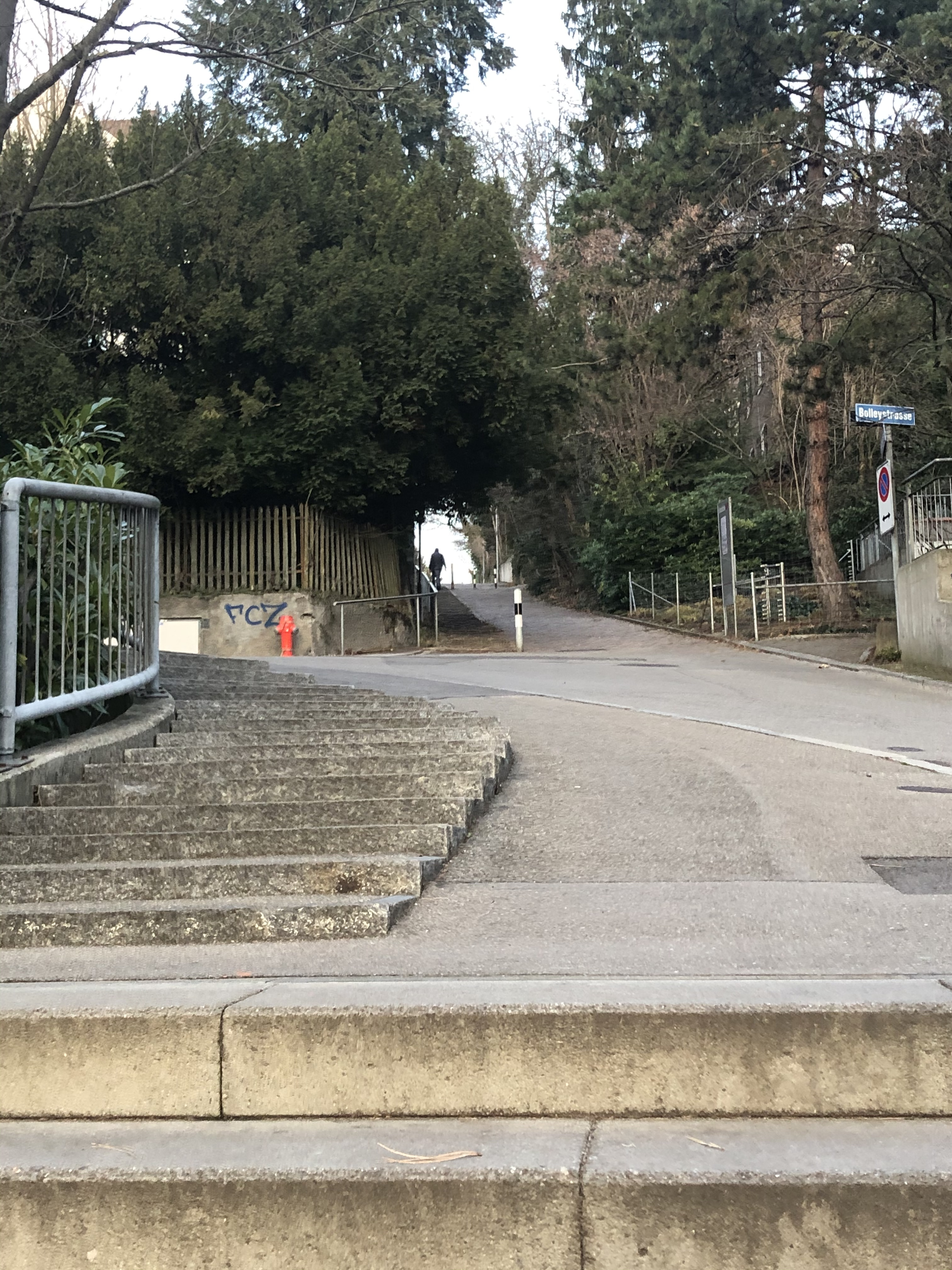
Steilstück oberhalb der Treppen

## Verkehr
Durch die Schmelzbergstrasse führt kein Durchgangsverkehr. Ende des 19. Jh. war vorgesehen, durch die Strasse eine Kabelstrassenbahn oder eine Zahnradbahn zur Erschliessung des Zürichbergs zu führen. Das Projekt, das als Fortsetzung der Polybahn gedacht war, kam nicht über die Planungsphase hinaus. Es wurde mit dem Bau der Strassenbahnlinie der Zentralen Zürichbergbahn überflüssig.

## Bebauung
Bei der Einmündung der Schmelzbergstrasse in die Rämistrasse befinden sich auf der linken Seite die Gebäude der Land- und Forstwirtschaftsabteilung der ETH Zürich, auf der rechten Seite die Gebäude des Universitätsspitals. An der Schmelzbergstrasse 25 steht die alte Sternwarte der ETH Zürich. 